# Zug (kanton)
Zug (gsw. Zùùg, fr. Zoug, wł. Zugo, rm. Zug, lat. Tugium) – kanton w środkowej Szwajcarii ze stolicą w mieście Zug. Jest jednym z 26 kantonów Konfederacji Szwajcarskiej. Położony w centralnej części państwa na skraju Alp. Jest jednym z najmniejszych i gęściej zaludnionych kantonów. Zug przystąpił do Konfederacji w 1352 r.

## Geografia
Kanton Zug leży w środkowej Szwajcarii. Od zachodu graniczy z kantonami Lucerna i Argowia, od północy z kantonem Zurych, natomiast od południa i wschodu z kantonem Schwyz.
Na wschodzie kantonu znajdują się Alpy z najwyższym szczytem Wildspitz (1580 m n.p.m.) w paśmie Rossberg. Zachodnią część stanowi fragment pagórkowatej Wyżyny Szwajcarskiej. Głównym ciekiem wodnym regionu jest rzeka Lorze, wypływająca z jeziora Ägerisee i wpadająca do jeziora Zugersee. Obszar zabudowany stanowi 11% powierzchni kantonu, obszary rolne 48%, jeziora zajmują 13%, zaś lasy 26%. Jest to trzeci od końca pod względem wielkości kanton Szwajcarii, ale piąty pod względem gęstości zaludnienia. Blisko stutysięczna aglomeracja miasta Zug obejmuje 9 z 11 gmin regionu. W granicach kantonu znajdują się trzy miasta: Zug (31 tys. mieszkańców), Baar (25 tys.) i Cham (18 tys.).

## Historia
Najstarsze ślady zasiedlenia kantonu pochodzą sprzed 16 tysięcy lat. Ludność alemańska osiadła w regionie w VII wieku n.e. Około 1200 r. ród Kyburgów założył miasto Zug, położone przy strategicznym szlaku między ważnymi ośrodkami handlowymi Lucerny i Zurychu. W 1264 r. prawa do miasta przejęli Habsburgowie. W 1315 nad brzegami jeziora Ägerisee miała miejsce wielka bitwa z Habsburgami, wygrana przez Szwajcarów. W 1352 r. miasto sprzymierza się z Konfederacją Szwajcarską. Sprzymierzeni pokonali Habsburgów w bitwie pod Sempach 9 czerwca 1386 r., dzięki czemu Zug de facto uzyskał niezależność. Jeszcze w średniowieczu wykrystalizowała się wyjątkowa w Starej Konfederacji, federalna struktura kantonu na który składało się miasto Zug i trzy niezależne od niego okręgi Ägeri, Menzingen i Baar.
W okresie reformacji Zug opowiedział się po stronie katolickiej. Jako kanton graniczny przez następne stulecia był blisko wydarzeń licznych szwajcarskich wojen domowych, od I wojny kappelskiej z 1529 r. po wojnę domową z 1847 r. W 1798 r. stary system polityczny obaliły wojska francuskie, co większość mieszkańców przyjęła niechętnie prowadząc zbrojny opór. Zug w tym czasie włączono do kantonu administracyjnego Waldstätte. W 1803 r. kanton reaktywowano, a obecną strukturę z 11 gminami uzyskał on w 1848 r. wraz z powołaniem współczesnej Konfederacji Szwajcarskiej.
Począwszy od wybudowania pierwszego zakładu przemysłowego w 1834 r. i budowie linii kolejowej w 1864 r. kanton stał się ważnym ośrodkiem przemysłowym, a po zliberalizowaniu prawa podatkowego w 2. połowie XX wieku stał się znaczącym ośrodkiem handlowym i finansowym w skali światowej. 27 września 2001 w parlamencie kantonu miał miejsce zamach terrorystyczny, w którym zginęło 14 lokalnych polityków, a wielu dalszych zostało rannych.

## Demografia
Ponad ¼ ludności stanowią obcokrajowcy, głównie Niemcy, Włosi, Portugalczycy, obywatele byłej Jugosławii. Oficjalnym językiem jest niemiecki, używanym przez większość mieszkańców jest lokalny dialekt alemański. Kanton historycznie katolicki, do dziś większość mieszkańców stanowią wierni tego wyznania (55% w 2012 r.) jednak w wyniku imigracji pojawiły się liczne inne religie, jak protestantyzm, islam, prawosławie. Co piąta osoba deklaruje brak przynależności religijnej.

## Gospodarka
Powszechnie uznawany za najbogatszy kanton w Szwajcarii, z PKB na jednego mieszkańca wynoszącym w 2011 r. 148 795 CHF. Zug przyciąga licznych inwestorów zagranicznych najniższymi obciążeniami podatkowymi w kraju i często jest określany jako raj podatkowy. Poziom bezrobocia wynosił w 2014 r. 2,27%, minimalnie poniżej średniej krajowej.

## Polityka
Aktualna konstytucja kantonu pochodzi z 1894 r. i stosuje w szerokim zakresie prawa demokracji bezpośredniej w postaci referendów. Władzę ustawodawczą stanowi rada kantonu (Kantonsrat) mająca 80 reprezentantów wybieranych na cztery lata. W wyniku wyborów z 5 października 2014 r. najsilniejszą partią parlamentu jest chrześcijańsko-demokratyczna CVP z 22 miejscami, która wyprzedziła konserwatywną SVP (19) i liberalną FDP (18). Władzę wykonawczą stanowi siedmioosobowa rada rządowa (Regirungsrat), wybierana razem z parlamentem. Każdy z członków rady przewodzi jednej z dyrekcji (ministerstwu): edukacji i kultury, gospodarki publicznej, budownictwa, bezpieczeństwa, zdrowia, finansów oraz spraw wewnętrznych. Aktualnie po dwa miejsca mają CVP, SVP i FDP a jedno uzyskała partia zielonej alternatywy (ALG). Kanton umożliwia załatwianie wielu spraw przez internet dzięki systemowi iZug.

## Podział administracyjny
Kanton dzieli się na jedenaście gmin (Politische Gemeinde):
1. Baar
2. Cham
3. Hünenberg
4. Menzingen
5. Neuheim
6. Oberägeri
7. Risch-Rotkreuz
8. Steinhausen
9. Unterägeri
10. Walchwil
11. Zug.